# Kazjaryna Antonjuk
Kazjaryna Anatoleuna Antonjuk (belarussisch Кацярына Анатолеўна Антонюк, * 1. Mai 1974 in Magadan) ist eine ehemalige belarussische Skilangläuferin.
Antonjuk, die für den 	Dynamo Minsk startete, trat international erstmals bei der Winter-Universiade 1995 in Candanchú in Erscheinung. Dort belegte sie den 44. Platz über 15 km Freistil und den 21. Rang über 10 km klassisch. Bei den Olympischen Winterspielen 1998 in Nagano lief sie auf den 42. Platz über 15 km klassisch und zusammen mit Svetlana Kamotskaya, Alena Sinkewitsch und Ljudmila Karolik auf den 14. Rang in der Staffel.